# Bastien Tronchon
Bastien Tronchon (* 29. März 2002 in Chambéry) ist ein französischer Radrennfahrer.

## Sportlicher Werdegang
Bereits als Junior war Tronchon mit dem Team Van Rysel-AG2R La Mondiale im Nachwuchsbereich von AG2R aktiv. Im Jahr 2020 wurde er bei den französischen Meisterschaften Zweiter im Straßenrennen der Junioren. 2021 wechselte er mit dem Aufstieg in die U23 in das AG2R Citroën U23 Team und gewann die Bergwertung des Circuit des Ardennes. In der Saison 2022 bekam er die Möglichkeit, als Stagiaire im UCI WorldTeam zu fahren. Überraschend gewann er gleich beim ersten Einsatz die dritte Etappe der Burgos-Rundfahrt und damit ein Rennen der UCI ProSeries. Dabei setzte er sich im Zielsprint aus einer Fluchtgruppe heraus gegen Pavel Sivakov durch.
Zur Saison 2023 wurde Tronchon in das WorldTeam von AG2R übernommen. In seiner zweiten Saison sicherte er sich die Nachwuchswertung der Tour des Alpes-Maritimes. Im Jahr 2024 gab er sein Grand-Tour-Debüt beim Giro d’Italia und belegte den 88. Gesamtrang.
Im Jahr 2025 beendete Tronchon mit der Tour Down Under erstmals eine Rundfahrt der UCI WorldTour in den Top 10 der Gesamtwertung, ehe er im Mai das französische Eintagesrennen Tro Bro Leon gewann.

## Erfolge
2019
- Mannschaftszeitfahren Aubel-Thimister-Stavelot

2021
- Bergwertung Circuit des Ardennes

2022
- eine Etappe Burgos-Rundfahrt

2023
- eine Etappe Tour des Alpes-Maritimes

2025
- Tro Bro Leon

## Grand Tour-Platzierungen
| Grand Tour            | 2024 | 2025 |
| --------------------- | ---- | ---- |
| Giro d’ItaliaGiro     | 88   | –    |
| Tour de FranceTour    | –    | 77   |
| Vuelta a EspañaVuelta | –    |      |